# Йозеф Хикерсбергер
Йозеф Хикерсбергер (на немски: Josef Hickersberger) е бивш австрийски футболен национал и треньор. От 1 януари 2006 г. той отново е треньор на австрийския национален отбор, пост които вече е заемал в годините 1987 – 1990 но след загубата с 0:1 от отбора на Фарьорските острови е принуден да напусне.
Хикерсбергер е един от участниците от легендарната победа с 3:2 на световното първенство през 1978 г. над отбора на Германия, където отбора се класира 7-и.
Синът му Томас е също футболист и треньор, като футболист има едно участие с австрийския национален отбор през 2002 г.

## Кариера като играч
- СК Амщетен (1960 – 1966; 111 мача, 28 гола)
- ФК Австрия (Виена) (1966 – 1972)
- Кикерс Офенбах (1972 – 1976)
- Фортуна Дюселдорф (1975 – 1978)
- ФК Вакер Инсбрук (1978 – 1980)
- СК Рапид Виена (1980 – 1982)
- Баденер АЦ (1983 – 1984)
- УФЦ Пама (1984 – 1986)
- СФ Форхтенщайн (1986)
- ВСФ Трайзен (1986; играещ треньор)